# Irrfan Khan
Sahabzade Irrfan Ali Khan (7. ledna 1967, Džajpur, Indie – 29. dubna 2020, Bombaj) byl indický herec známý zejména z filmů tzv. Bollywoodu nebo indických filmů britské produkce.
Svoji hereckou kariéru začal roku 1988 a původně byl pod jménem Irrfan známý spíše jen ve své domovině. Hrál ale i v celosvětově významných a úspěšných snímcích jako například Milionář z chatrče (2009), Amazing Spider-Man (2012) a zejména pak Jurský svět (2015). Za své četné role byl oceněn mnoha významnými oceněními.
V dubnu roku 2020 byl hospitalizován v nemocnici Kokilaben Dhirubhai Ambani v Bombaji, kvůli infekci tlustého střeva. Dne 29. dubna 2020 zde zemřel.